# Cursus honorum

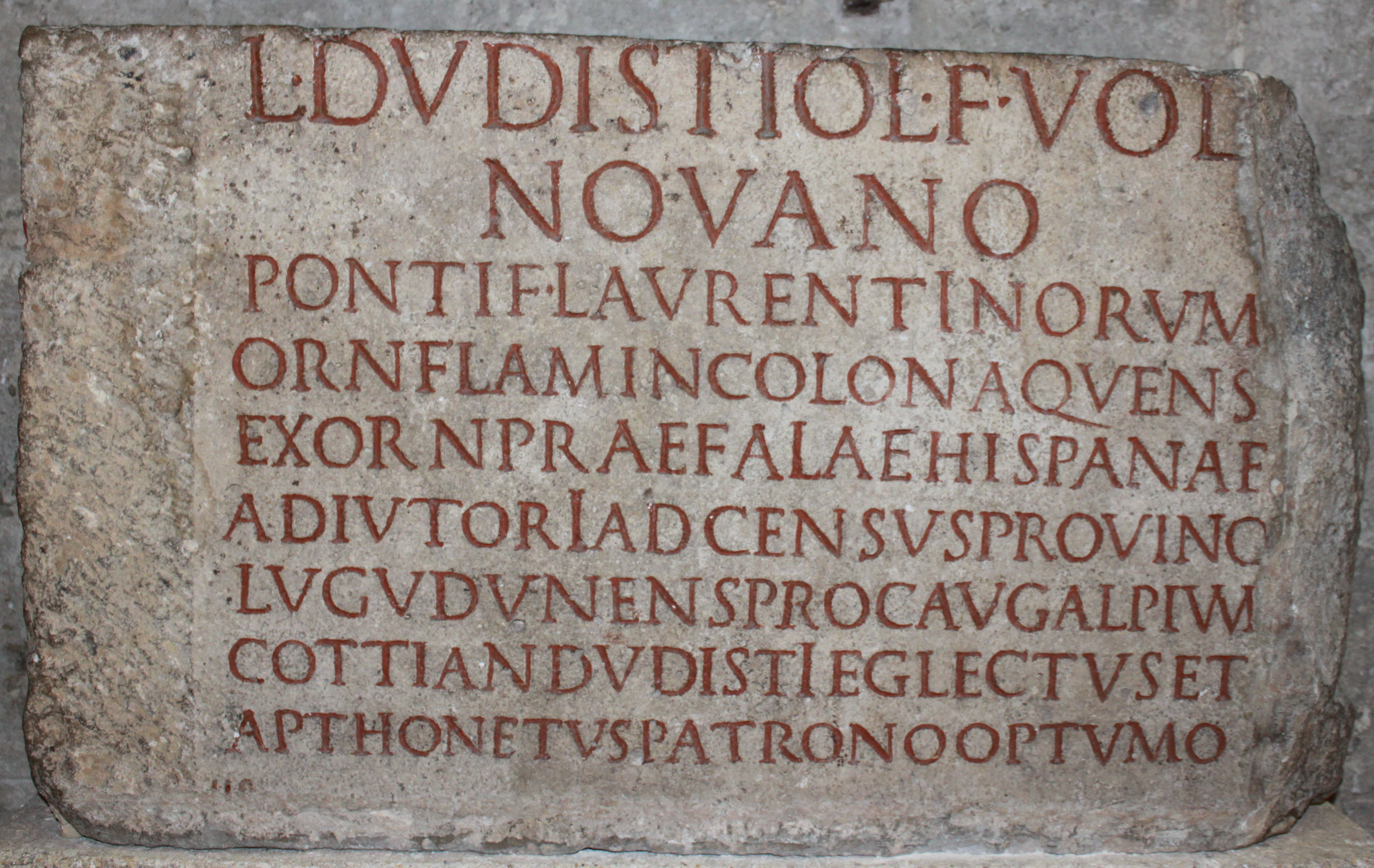
Het curriculum honorum van equus Lucius Dudistius Novanus, die procurator van de Cottische Alpen was.

De cursus honorum (loopbaan van ereambten) was de voorgeschreven loopbaan voor Romeinse burgers die een politieke carrière ambieerden. Een magistratuur was voor een burger een honor, een ereambt, dat niet bezoldigd was. Die van de patriciërs verschilde lichtjes van die van de equites (ruiterstand). Het is dankzij de tribunus plebis Lucius Villius zijn lex Villia annalis (180 v.Chr.) en de lex Cornelia de magistratibus (81 v.Chr.) van de dictator Lucius Cornelius Sulla Felix dat de cursus honorum vastgelegd werd.
| equites          | patriciërs |
| tribunus militum |            |
| quaestor         |            |
| (proquaestor)    |            |
| praetor          |            |
| (propraetor)     |            |
| consul           |            |
| (proconsul)      |            |

De aediles en de volkstribunen maakten geen deel uit van het cursus honorum. Wel kon iemand er de stem van het volk door krijgen; de aediles verzorgden de spelen en de volkstribunen kwamen voor het volk op. Ook de censor maakte er geen deel van uit. Dit was een soort erebaantje voor oud-consuls.
Ook de pontifex maximus was een grote Romeinse titel. Het was een hoge priester. Hij stond boven de rex sacrorum, de Flaminii en de Vestaalse Maagden. Dit was ook geen onderdeel van de cursus honorum.
Onder het principaat werden er nieuwe ambten ingevoerd en kon men een cursus honorum ambiëren in dienst van de princeps. De banen tussen haakjes kon men niet worden; iemand kreeg ze gewoon nadat hij zijn ambt goed had afgesloten.